# Góry Richardsona
Góry Richardsona (ang. Richardson Mountains, Richardson Range) – pasmo górskie w płn-zach. Kanadzie, równoległe do najniższego biegu rzeki Mackenzie, uważane zazwyczaj za najbardziej na wschód wysunięty fragment Gór Brooksa.  Maksymalna wysokość: 1240 m n.p.m.  Podawane w literaturze inne, znacznie wyższe maksymalne wysokości (np. 1740 m n.p.m.) są prawdopodobnie znacznie przesadzone.  Nazwa gór pochodzi od nazwiska szkockiego geologa, botanika, lekarza, podróżnika i eksploratora subarktycznej Kanady – Johna Richardsona.

## Położenie
Góry Richardsona położone są na pn.-zach. skraju Kanady, w znacznej mierze poza kołem podbiegunowym.  Stanowią najbardziej na północ wysunięty fragment zarówno naturalnej jak i administracyjnej granicy między Terytorium Jukon a Terytoriami Północno-Zachodnimi.  Oś gór przebiega z południowego wschodu na północny zachód i jest w przybliżeniu równoległa do najniższego biegu rzeki Mackenzie aż do jej deltowatego ujścia.  Rozciągłość gór z północy na południe wynosi 408 km, z zachodu na wschód 255 km, powierzchnia – 46 567 km².  Południową granicę Gór Richardsona tworzy dolina rzeki Peel River, która oddziela je od Gór Mackenzie, północną granicę stanowi wybrzeże Oceanu Lodowatego.  Góry Richardsona uważane są zazwyczaj za najbardziej na wschód wysunięty fragment Gór Brooksa.

## Geologia i geomorfologia
Pod względem geologicznym Góry Richardsona stanowią przedłużenie Gór Mackenzie oraz kanadyjskich Gór Skalistych.  Zbudowane są w większości z osadowych skał mezozoicznych, wśród których występują starsze rdzenie wieku paleozoicznego.  Osady te zostały sfałdowane w fazach kimeryjskiej (trias-jura) i laramijskiej (górna kreda – dolny paleocen) orogenezy alpejskiej.  W amerykańskiej literaturze w odniesieniu do wziętych razem starszych, mezozoicznych i dolnopaleogeńskich faz orogenezy alpejskiej używa się określeń orogeneza kimeryjska lub orogeneza pacyficzna.
Góry posiadają rzeźbę gór średnich i częściowo niskich.  Szczyty są niezbyt strome, często łagodne i kopulaste.  Występują szerokie doliny.  Poszczególne pasma oddzielone są rozległymi, łatwo dostępnymi przełęczami.

## Klimat
Góry Richardsona charakteryzują się typowym dla północnej Kanady surowym klimatem subarktycznym.  Lato jest krótkie i w miarę ciepłe, choć w jego trakcie zdarzają się gwałtowne ochłodzenia.  Trwa od maja do września.  Zimy natomiast są długie i bardzo mroźne.  Warunki klimatyczne pogarsza występująca jesienią i zimą noc polarna.  Ze względu na niezbyt dużą wysokość górskie cechy klimatu nie są dobitnie zaznaczone.  Zimą w dolinach występują niekiedy inwersje termiczne powodujące, że na dnie dolin temperatura spada poniżej -50 °C.

## Roślinność
Góry pokrywa roślinność tundrowa.  Występujący w czerwcu i lipcu dzień polarny intensyfikuje krótkotrwały rozwój roślin.  W wyższych partiach gór wegetację hamuje surowość klimatu.  Występują tam często gołoborza i nagie skały.

## Zagospodarowanie
Ze względu na surowość klimatu Góry Richardsona są w praktyce bezludne. Czasami odwiedzają je traperzy i myśliwi.  Pomimo niezbyt dużej wysokości, łagodnej rzeźby oraz istnienia rozległych dolin i przełęczy góry stanowią poważną przeszkodę komunikacyjną.  Pomimo to przekracza je w poprzek licząca 738 km szutrowa droga Dempster Highway biegnąca od znanego z gorączki złota miasta Dawson na terenie Terytorium Jukon do miejscowości Inuvik położonej w pobliżu delty rzeki Mackenzie na terenie Terytoriów Północno-Zachodnich.